# 山岡均
山岡 均（やまおか ひとし、1965年6月21日 - ）は、日本の天文学者。専門は、天体物理学。

## 略歴
愛媛県松山市出身。愛光中学校・高等学校卒業。東京大学理学部天文学科卒業。1992年東京大学大学院理学研究科天文学専攻博士課程中退。大学院時代は野本憲一に師事した。九州大学理学研究院物理学部門助教を経て、2017年現在、総合研究大学院大学物理科学研究科天文科学専攻准教授兼国立天文台広報室室長。NPO日本スペースガード協会の理事。

## 著書

### 単著
- 『驚異の宇宙　ハッブル宇宙望遠鏡画像集』アスキー、1998年2月。ISBN 4756117678。
- 『ハッブル宇宙望遠鏡最新画像で見る宇宙の誕生と死―ビッグバンからブラックホールまで』アスキー、2000年9月。ISBN 4756134769。
- 『君も新しい星を見つけてみないか ~望遠鏡の向こうに、君だけの宇宙がある!~』実業之日本社　、2006年7月。ISBN 4408323179。
- 『大宇宙101の謎』河出書房新社、2015年7月。ISBN 978-4309253299。

### 共著
- 古在由秀 編『宇宙を探る新しい目　重力波』クバプロ。ISBN 4878050209。

### 監修書
- 加賀谷穣『星世界たんけん』（第2版）星の手帖社、1993年7月。 NCID BB02802194。[6]
- 加賀谷穣『星世界たんけん』星の手帖社〈まんがで知ろう天文学シリーズ 1〉、1992年。
- 加賀谷穣『太陽系たんけん』星の手帖社〈まんがで知ろう天文学シリーズ 2〉、1993年。
- 加賀谷穣『大宇宙たんけん』星の手帖社〈まんがで知ろう天文学シリーズ 3〉、1994年。